# Per due che come noi
Per due che come noi è un singolo del cantautore italiano Brunori Sas, pubblicato il 13 dicembre 2019 come secondo estratto dal quinto album in studio Cip!.

## Video musicale
Il video musicale è stato pubblicato in concomitanza all'uscita del brano attraverso il canale YouTube del cantautore e ha visto la partecipazione degli attori Francesca Agostini e Federico Brugnone.

## Classifiche
| Classifica (2020) | Posizione massima |
| ----------------- | ----------------- |
| Italia            | 34                |